# Kirche von Östergarn

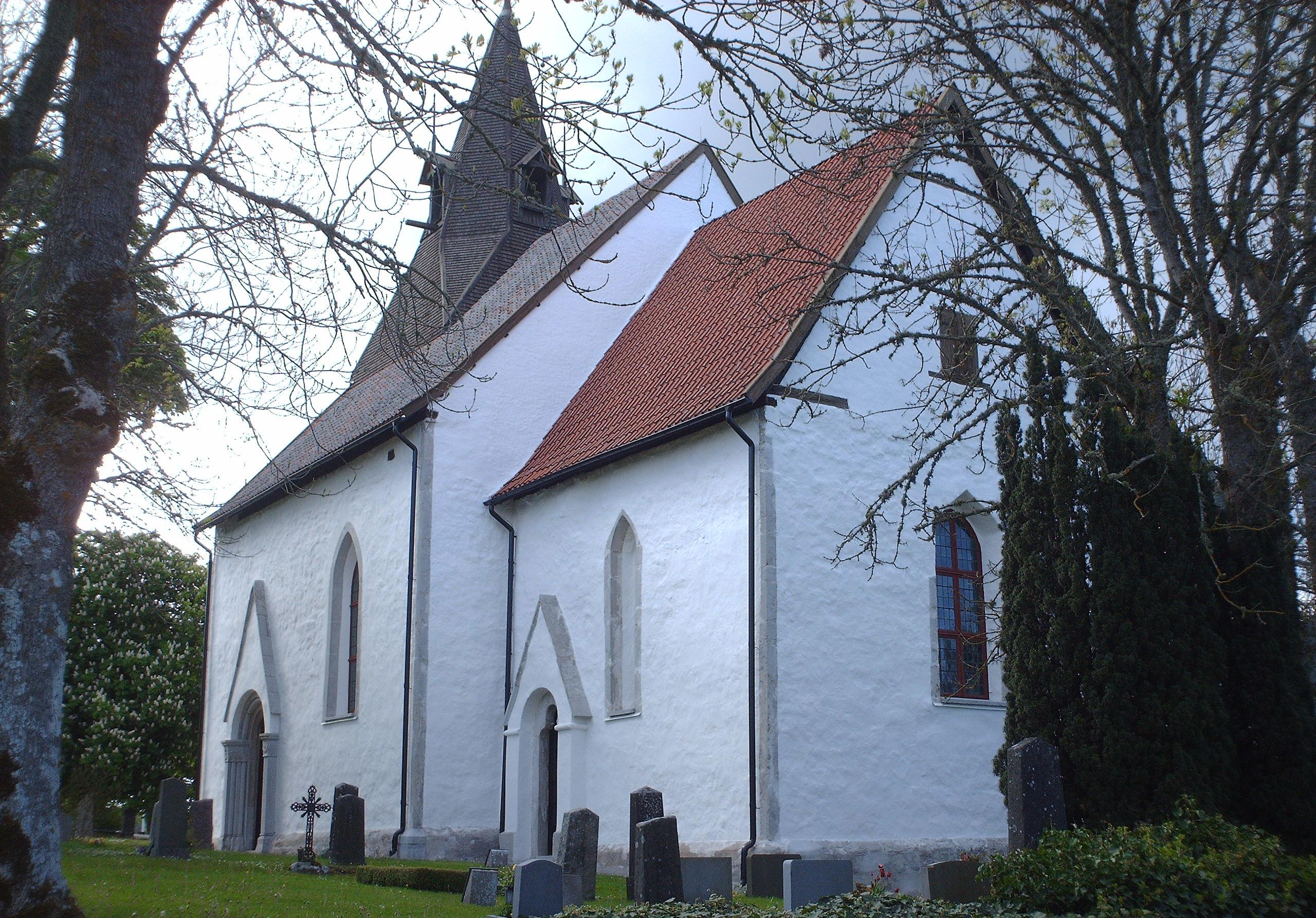
Die Kirche von Östergarn von Südosten

Das Langhaus und der Chor der Kirche von Östergarn (schwedisch Östergarn kyrka) auf der schwedischen Insel Gotland wurden Mitte des 13. Jahrhunderts errichtet. Beide Baukörper sind im Grundriss nahezu quadratisch. Diese Form des Langhauses ist ungewöhnlich.
Im Westen sollte die Kirche durch einen an das Langhaus anschließenden Turm vollendet werden. Dieses Bauvorhaben wurde nie verwirklicht. Stattdessen erhielt die Kirche am Langhausgiebel, über dem einfachen Portal mit der kielbogenförmigen Tympanonscheibe, einen Dachreiter als Glockenstuhl. Die Sakristei entstand im Jahre 1786.
Die Kirche von Östergarn gehört zu den im Mittelalter schwer heimgesuchten Kirchen auf Gotland. Während des siebenjährigen Nordischen Krieges wurde sie 1565 durch einen Brand beschädigt. Dabei wurden das Gewölbe des Langhauses und die mittelalterlichen Inventarstücke zerstört. Die Portale der Südseite wurden durch Feuer in Mitleidenschaft gezogen. Zu Beginn des 17. Jahrhunderts wurde die Sandsteintaufe mit dem Namenszug des dänischen Königs Christian IV. angeschafft. Im Großen Nordischen Krieg wurde die Kirche 1715 und 1717 durch russische Truppen geplündert und war lange verfallen.
Unter der Leitung des Propstes (1725–1758) Lars Nilsson Neogard (1683–1758) wurde sie wiederhergestellt (Gedenktafel an der Wand des Chores). Aus dieser Zeit stammen die Kanzel (1737), die Empore (1744) und der Altaraufsatz (1756) mit eingearbeitetem Kruzifix sowie ein großer Teil des Gestühls. Die Orgelfassade wurde 1850 nach Plänen F. W. Scholanders, eines damals berühmten Architekten, ausgeführt. Das Orgelwerk stammt von 1915 und besitzt fünf Register. Die Kirche wurde 1935 nach Plänen des Architekten Erik Fant (1889–1954) restauriert. 1978 wurde eine Außenrestaurierung durchgeführt, bei der einige Details der Portale nachgearbeitet oder ersetzt wurden.
Auf dem Friedhof steht an der Ostmauer des Chores ein Gedenkstein für die 28 umgekommenen Soldaten des deutschen Kriegsschiffes Albatross, das am 2. Juli 1915 in einem Seegefecht mit russischen Schiffen vor Östergarnsholm auf Grund gesetzt wurde. Der Vorfall ging als Albatross-Affäre oder Gotland-Raid in die Annalen der Seekriegsgeschichte ein.

Bilder
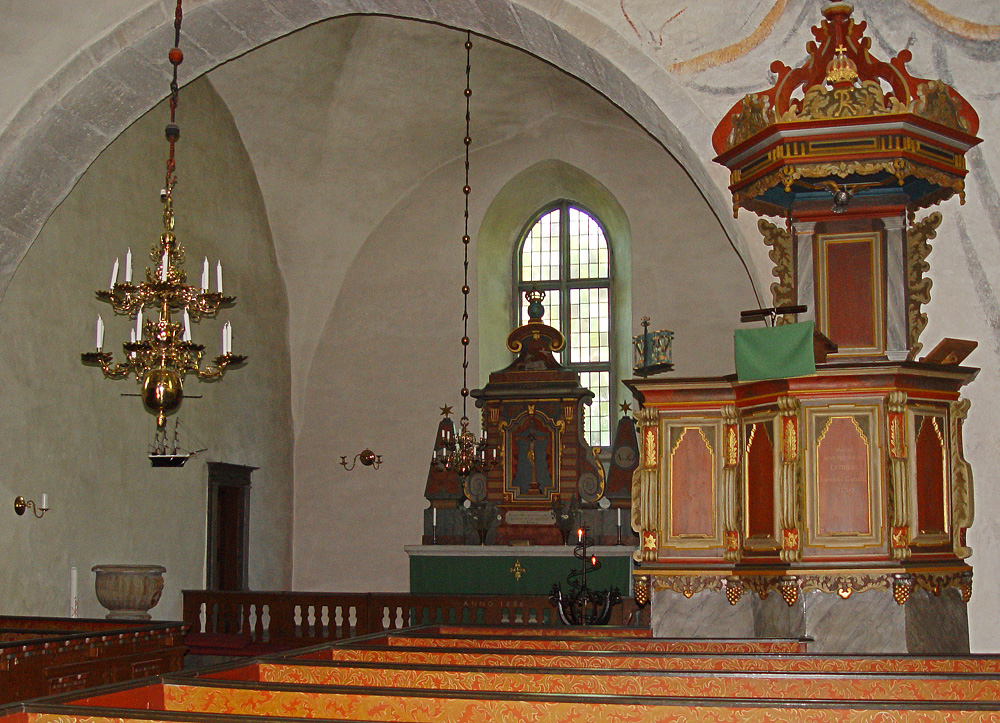
Kirche von Östergarn
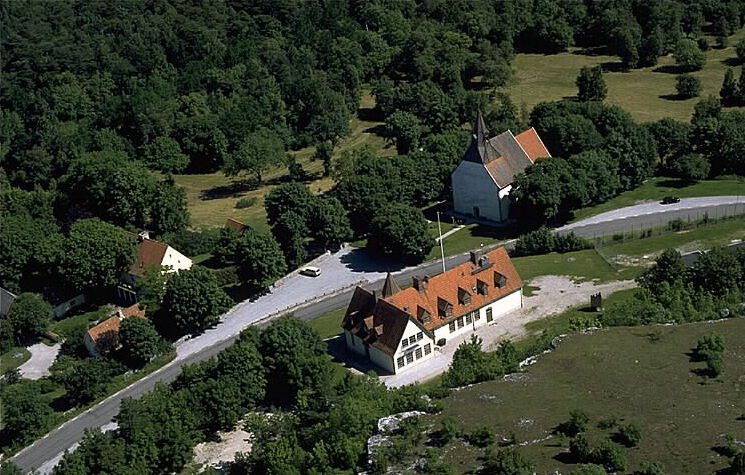
Luftbild der Kirche von Östergarn
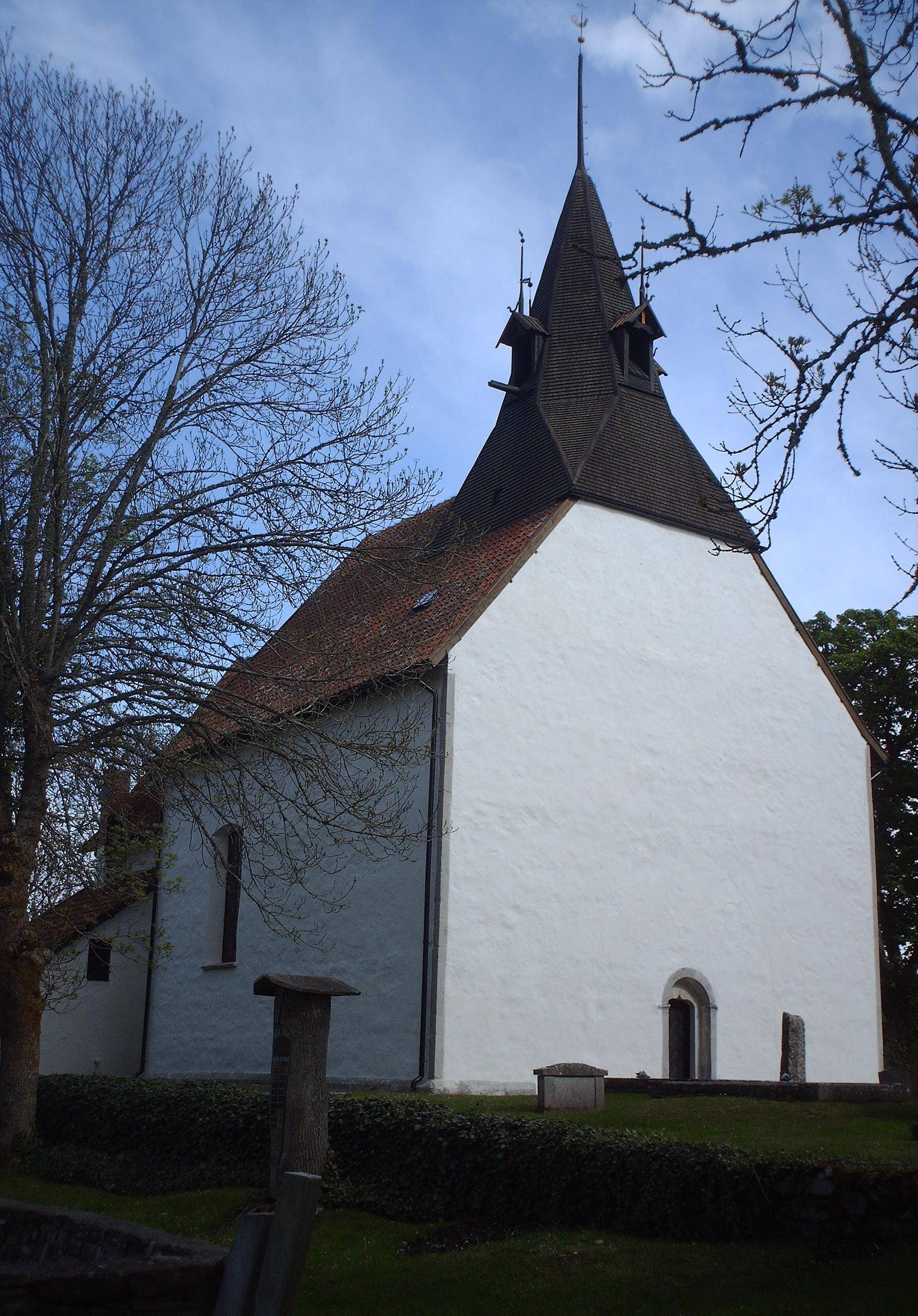
Westfassade
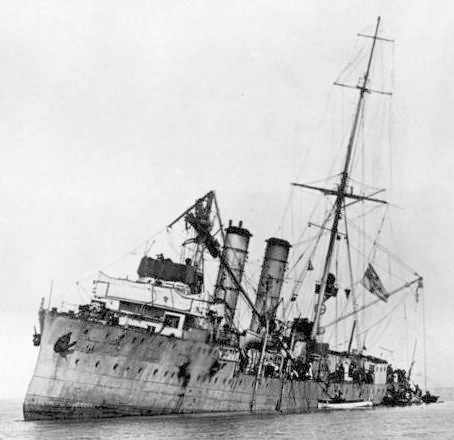
Die Albatross vor Östergarnsholm
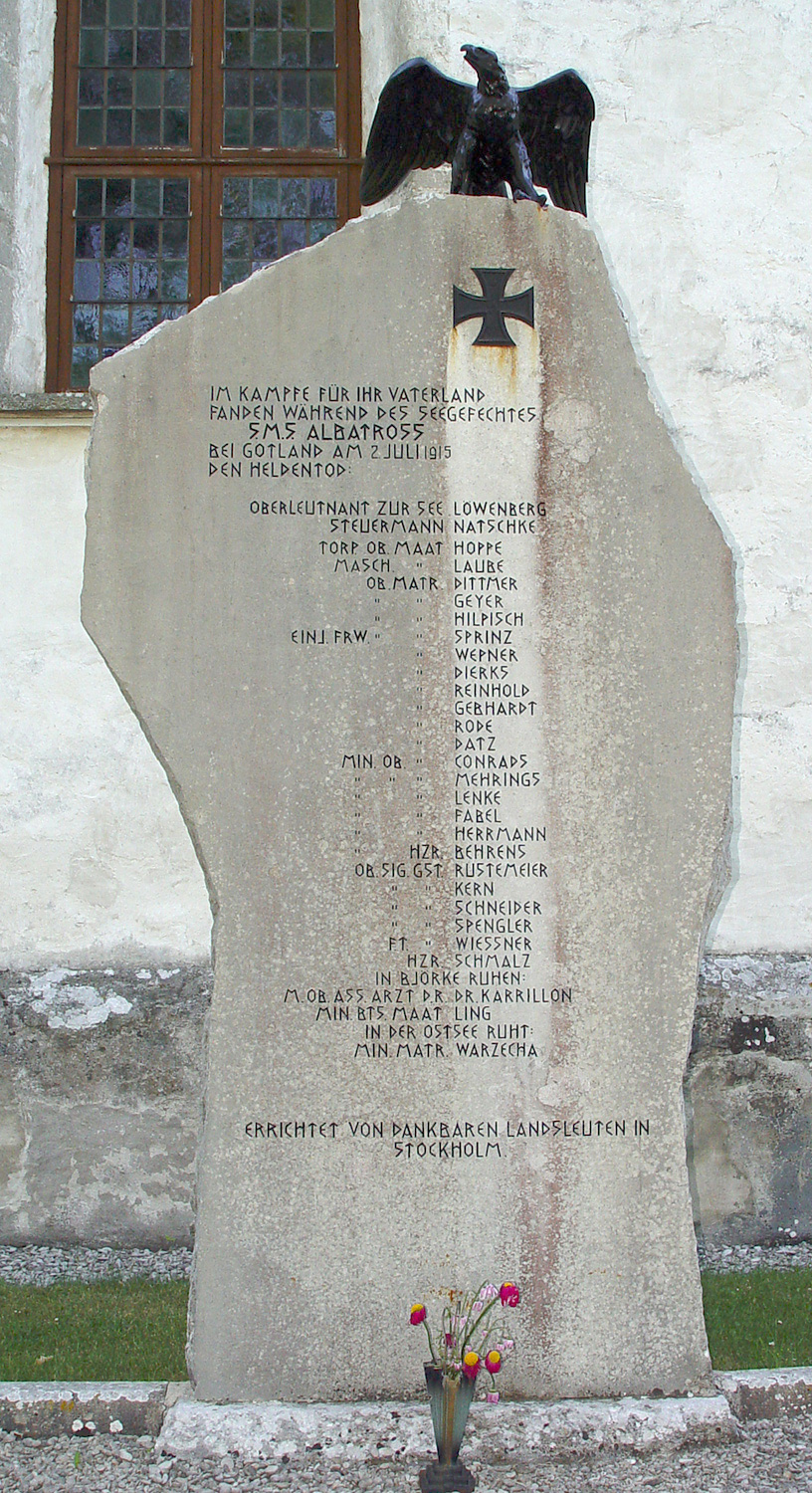
Gedenkstein für die Opfer der Albatross